# Ernie Els
Theodore Ernest "Ernie" Els (Johannesburgo, 17 de outubro de 1969) é um golfista profissional sul-africano. Vencedor de quatro torneios majors na carreira.

## Torneios Major

### vitórias (4)
| Anor | Campeonato                | Resultado            | Margem    | Vice-campeão                                  |
| ---- | ------------------------- | -------------------- | --------- | --------------------------------------------- |
| 1994 | U.S. Open                 | −5 (69-71-66-73=279) | Playoff 1 | Colin Montgomerie, Loren Roberts              |
| 1997 | U.S. Open (2)             | −4 (71-67-69-69=276) | 1 tacada  | Colin Montgomerie                             |
| 2002 | The Open Championship     | −6 (70-66-72-70=278) | Playoff 2 | Stuart Appleby, Steve Elkington, Thomas Levet |
| 2012 | The Open Championship (2) | −7 (67-70-68-68=273) | 1 tacada  | Adam Scott                                    |